# رود میوشا
رود میوشا (انگلیسی: Myosha) یک رودخانه در تاتارستان کشور روسیه است.